# Међународни дан мира
Међународни дан мира, такође званично познат као Светски дан мира, је празник који су прихватиле Уједињене нације и обележава се сваке године 21. септембра. Посвећен је миру у свету, а посебно одсуству рата и насиља, као нпр. привременим прекидом ватре у зони борбе за приступ хуманитарној помоћи. Дан је први пут установљен 1981. године, а први пут се обележава у септембру 1982. и одржавају га многе нације, политичке групе, војне групе и људи.
У циљу инаугурације дана, у седишту УН (у Њујорку) звони Звоно мира Уједињених нација. Звоно је изливено од новчића које су донирали људи са свих континената осим Африке, и поклон је Јапанског удружења Уједињених нација, као „подсетник на људску цену рата“; натпис на његовој страни гласи: „Живео апсолутни светски мир“.
Последњих година, мапа догађаја која се може претраживати је објављена на un.org.

## Историја

### 1981 – Усвојена Резолуција Генералне скупштине УН
Генерална скупштина Уједињених нација прогласила је, у резолуцији коју су спонзорисали Уједињено Краљевство и Костарика, Међународни дан мира, посвећен обележавању и јачању идеала мира. Првобитно одабран датум био је редовни дан отварања годишњих заседања Генералне скупштине, трећи уторак у септембру. (Ово је промењено 2001. године у садашњу годишњу прославу 21. септембра сваке године.)

### 1983 – Годишњи извештаји
Почев од 1983. године, на захтев Канцеларије генералног секретара Уједињених нација, организација Путеви ка миру подносила је за УН годишњи извештај Иницијативе „Ми народи“, у којем сумирају активности поводом Дана мира. За своје иницијативе за Међународну годину мира 1987. године, организација је добила статус „Гласника мира“ од стране генералног секретара УН-а Хавијера Перез де Куељара. Године 2006. назив је промењен из Иницијатива „Ми народи“ у „Иницијатива за културу мира“.

### 2001– одређен датум 21. септембар
2001. године, дан отварања Генералне скупштине био је заказан за 11. септембар, а генерални секретар Кофи Анан сачинио је поруку којом се признаје обележавање Међународног дана мира 21. септембра. Напади 11. септембра, који се често називају 9/11, извршени су истог дана када се серија од четири координирана терористичка напада милитантне исламистичке терористичке групе Ал-Каида против Сједињених Америчких Држава, десила само пар блокова од УН-а ујутро у уторак, 11. септембра 2001. Те године је дан промењен са трећег уторка на двадесет и први дан септембра, да би ступио на снагу 2002. године. Генерална скупштина је усвојила нову резолуцију, коју су спонзорисале Уједињено Краљевство и Костарика (првобитни спонзори тог дана), да се Међународном дану мира да фиксни календарски датум, 21. септембар, и прогласи даном глобалног прекида ватре и ненасиља.

### 2005 – Генерални секретар УН позива на 22-часовни прекид ватре
Генерални секретар Уједињених нација Кофи Анан је 2005. године позвао на светско поштовање 22-часовног прекида ватре и дана ненасиља како би се обележио овај Дан.

#### Глобални преглед прославе
Иницијатива за културу мира објавила је годишњи извештај за Међународни дан мира 2005. године у којем су описани догађаји у 46 земаља: Африка 11; Источна Азија и Пацифик 12; Латинска Америка и Кариби 4; Европа 14; Блиски исток 3; Северна Америка 2 (22 државе, провинције).

### 2006 – Парада мира, Велика Британија
Године 2006. тадашњи генерални секретар Кофи Анан је последњи пут за време свог мандата позвонио на Звоно мира. Те године УН су потврдиле „многе начине на које раде за мир, као и да подстичу појединце, групе и заједнице широм света да размишљају и саопштавају мисли и активности о томе како постићи мир“. Уједињено Краљевство је одржало примарно јавно и званично обележавање Међународног дана мира и ненасиља Уједињених нација у Рочдејлу, организујући Параду мира УК.

### 2007 – Генерални секретар УН позива на светски минут ћутања
Генерални секретар УН Бан Кимун је 2007. године зазвонио у Звоно мира у седишту Уједињених нација у Њујорку, позивајући на 24-часовни прекид непријатељстава 21. септембра и на минут ћутања који ће се поштовати широм света.

### 2009 – Проглашена Међународна година помирења
2009. – Међународна година помирења – дан је обележен масовним пуштањем белих голубова након званичне презентације у Уједињеним нацијама, имајући у виду Повељу Уједињених нација, укључујући циљеве и принципе садржане у њој, и посебно спасавање наредних генерација од пошасти рата, решавање мирним средствима, и у складу са принципима правде и међународног права, прилагођавање или решавање међународних спорова или ситуација које би могле довести до кршења мира, и практиковање толеранције и заједничког живота у миру, развијајући тако пријатељске односе међу народима и унапређујући међународну сарадњу у решавању међународних економских, социјалних, културних и хуманитарних питања.

#### 2009. Међународни дан мира: морамо се разоружати
„Подузмите акцију за свет без нуклеарног оружја... разоружање и непролиферација... како бисте подигли свест о опасностима и цени нуклеарног оружја, и о томе зашто су нуклеарно разоружање и непролиферација тако кључни."

#### Глобални преглед прославе
Иницијатива за културу мира објавила је годишњи извештај за Међународни дан мира 2009. у којем су описани догађаји у 77 земаља: Африка 14; Источна Азија и Пацифик 20; Латинска Америка и Кариби 11; Европа 23; Блиски исток 7; Северна Америка 2 земље.

### 2010 – Млади за мир и развој
„Уједињене нације траже приче младих људи широм света који раде за мир. Слоган кампање те године је Мир = Будућност, математика је лака.“

### 2011 – Мир и демократија: Нека се ваш глас чује
Тема Дана мира УН 2011. била је „Мир и демократија: Нека се ваш глас чује“. Многе организације одржале су различите догађаје за Дан мира широм света 2011. Било је школских активности, музичких концерата, глобалних клубова комедије, голубова мира, молитвених бдења, мировних конференција и активности УН. 

### 2012 – Одрживи мир за одрживу будућност
Уједињене нације су 2012. поставиле тему обележавања - Одрживи мир за одрживу будућност, обележавајући и јачајући идеале мира унутар и међу свим нацијама и народима.

#### Глобални дан примирја 2012
Посебна пажња у овој кампањи била је престанак непријатељстава на дан и смањење насиља у породици и малтретирања у друштву. Концерт на Дан мира 2012. одржан је у Вембли арени у част Глобалног примирја 2012. године.

### 2013 – Фокус на мировно образовање
Генерални секретар УН Бан Кимун посветио је Светски дан мира 2013. мировном образовању у настојању да се умови и финансирање преусмере на превагу мировног образовања као средства за успостављање културе мира.

### 2014 – Право на мир
Тема Међународног дана мира 2014. била је право народа на мир, потврђујући посвећеност Уједињених нација Декларацији УН о праву народа на мир, која признаје да је промоција мира од виталног значаја за пуно уживање свих људских права.

### 2015 – Партнерство за мир – Достојанство за све
Тема Међународног дана мира 2015. била је „Партнерство за мир – достојанство за све“.

### 2017 – Заједно за мир: поштовање, безбедност и достојанство за све
Ова тема је заснована на глобалној кампањи ЗАЈЕДНО која промовише поштовање, сигурност и достојанство за све који су приморани да напусте своје домове у потрази за бољим животом.

### 2019 – Климатска акција за мир
Уједињене нације су одабрале тему „Климатске акције за мир“ за Међународни дан мира 2019.
Према веб страници УН-а, „Уједињене нације позивају све да предузму акцију у борби против климатских промена“.

### 2020 – Заједно обликујемо мир
Уједињене нације су за Међународни дан мира 2020. одабрале тему „Заједно обликујемо мир“.

### 2022 - Крај расизму. Изградити мир.
Тема Међународног дана мира 2022. била је „Окончати расизам. Изградити мир“.

### 2023 – Акције за мир: Наша амбиција за глобалне циљеве
Тема Међународног дана мира 2023. била је „Акција за мир: Наша амбиција за глобалне циљеве“.